# Collection des moulages de l'Université de Genève
La Collection des moulages de l'Université de Genève est une collection patrimoniale de moulages en plâtre d'après l'antique et de galvanoplasties réunie à Genève au cours de la deuxième moitié du XXe siècle par le professeur d'archéologie José Dörig et ses successeurs. Cette collection compte environ 200 pièces.

## Collection des moulages universitaire
De nombreux moulages réunis et acquis par le professeur Dörig proviennent de l'ancienne collection de la Société des Arts, exposée au Musée Rath dès son ouverture en 1826. 
Aujourd'hui, les moulages constituent autant des outils d'étude pour les étudiants de l'Unité d'archéologie classique et du Département des sciences de l'Antiquité qu'une collection à part entière ouverte au public. Elle est notamment accessible lors d'événements culturels comme la Nuit des Musées ou divers festivals liés à l'Antiquité, et lors de la tenue d'expositions temporaires ,,.

### Liste des pièces
La collection des moulages regroupe principalement des copies en plâtre de copies romaines d'originaux grecs en marbre ou en bronze. Elle compte entre autres quelques-unes des pièces maitresses de la sculpture gréco-romaine :
- l'Aphrodite de Cnide
- l'Arès Borghèse
- l'Aurige de Delphes
- une Caryatide de l'Érechthéion d'Athènes
- la Dame d'Elche
- le Poséidon de l'Artémision
- le Discobole de Myron
- le Gladiateur Borghèse
- la tête de l'Hercule Farnèse
- l'Hermès de Praxitèle
- le Tireur d'épine (spinario)
- le Groupe des Tyrannoctones
- la Vénus de Médicis
- la Vénus de Milo

La collection regroupe également des frises de l'Héphaïstéion d'Athènes acquises par le professeur d'archéologie classique José Dörig (1926-1994), à partir de sa nomination en 1968, une maquette du temple d'Aphaïa à Égine, ainsi que des répliques galvanoplastiques du trésor de Hildesheim (en), des objets d'orfèvrerie et des armes de Mycènes et des copies en étain du trésor de la villa de Boscoreale.
Récemment, la collection a fait l'acquisition d'un moulage du buste du prêtre Laocoon et d'un segment du relief d'Actium.

### Déménagement
Longtemps installée dans des locaux exigus de la Faculté des lettres dans le quartier des Acacias, la collection des moulages déménage en janvier 2015 dans une salle plus grande au sous-sol de l'aile-jura du complexe universitaire d'Uni Bastions, au centre-ville de Genève. Puis, en 2018, elle rejoint le quartier de l'ancienne SIP (Société d'instruments de physique), où elle s'installe en faisant cohabiter le caractère industriel des locaux et les moulages d'après l'antique.

## Galerie

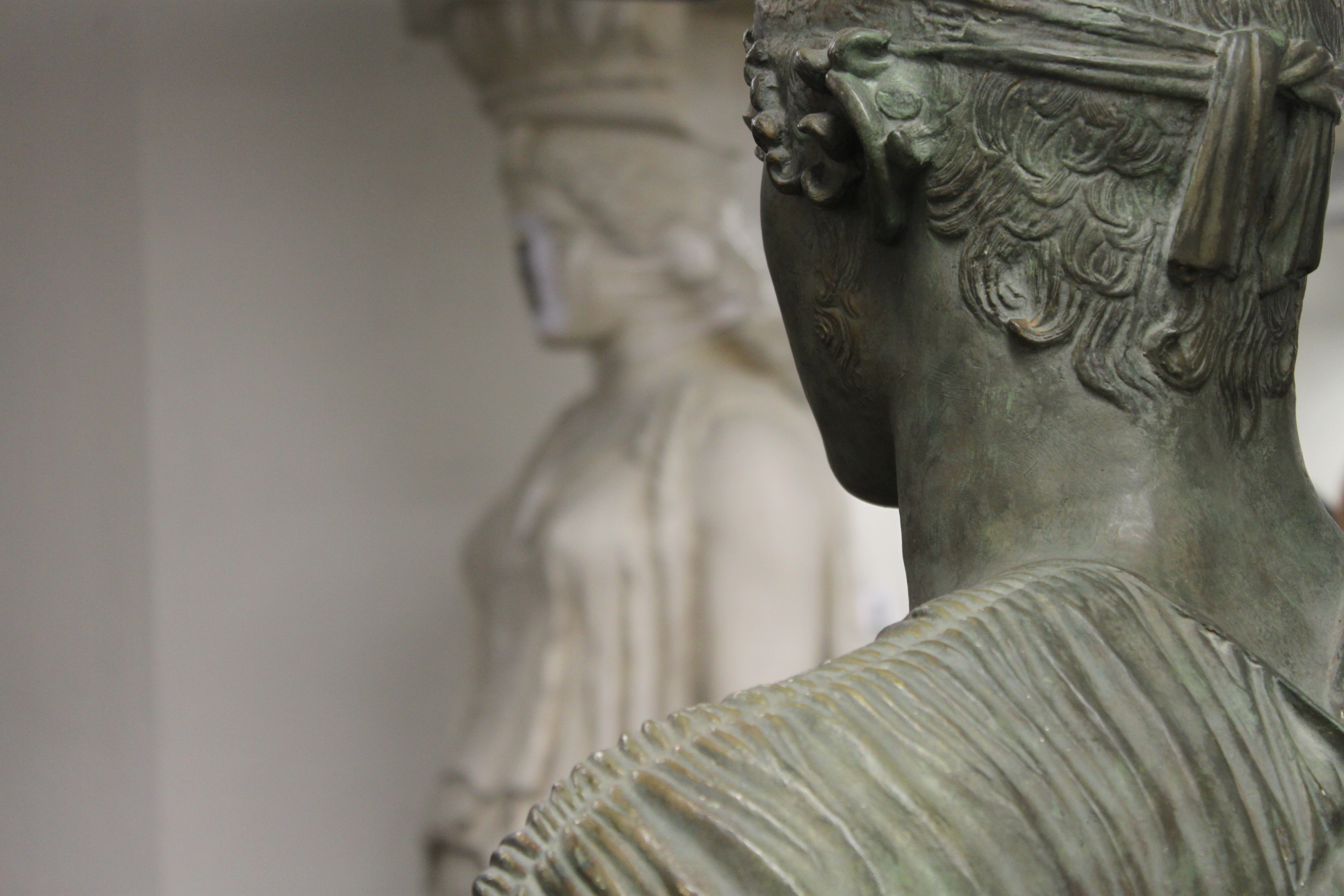
Aurige de Delphes et Caryatide
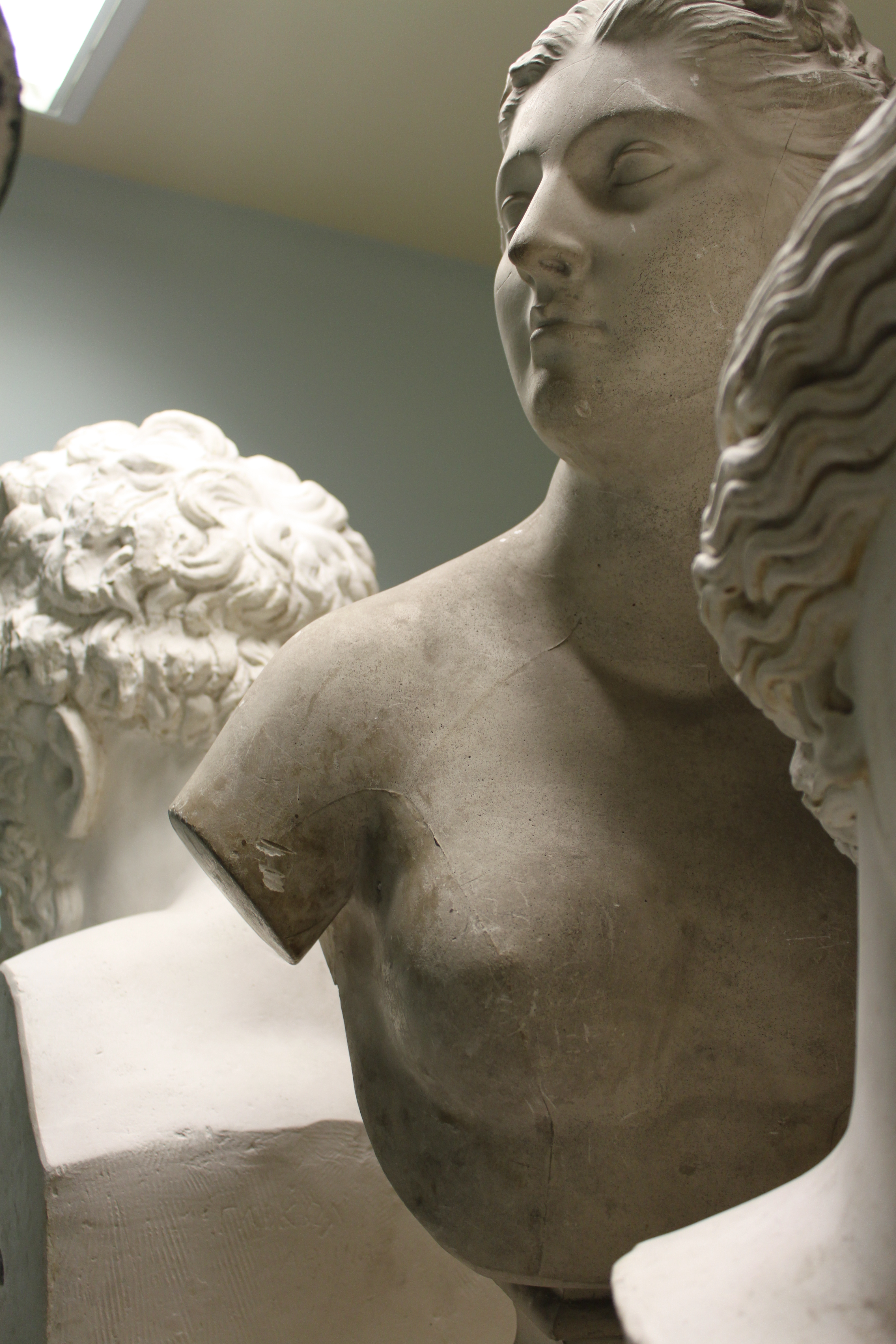
Buste de Diane.
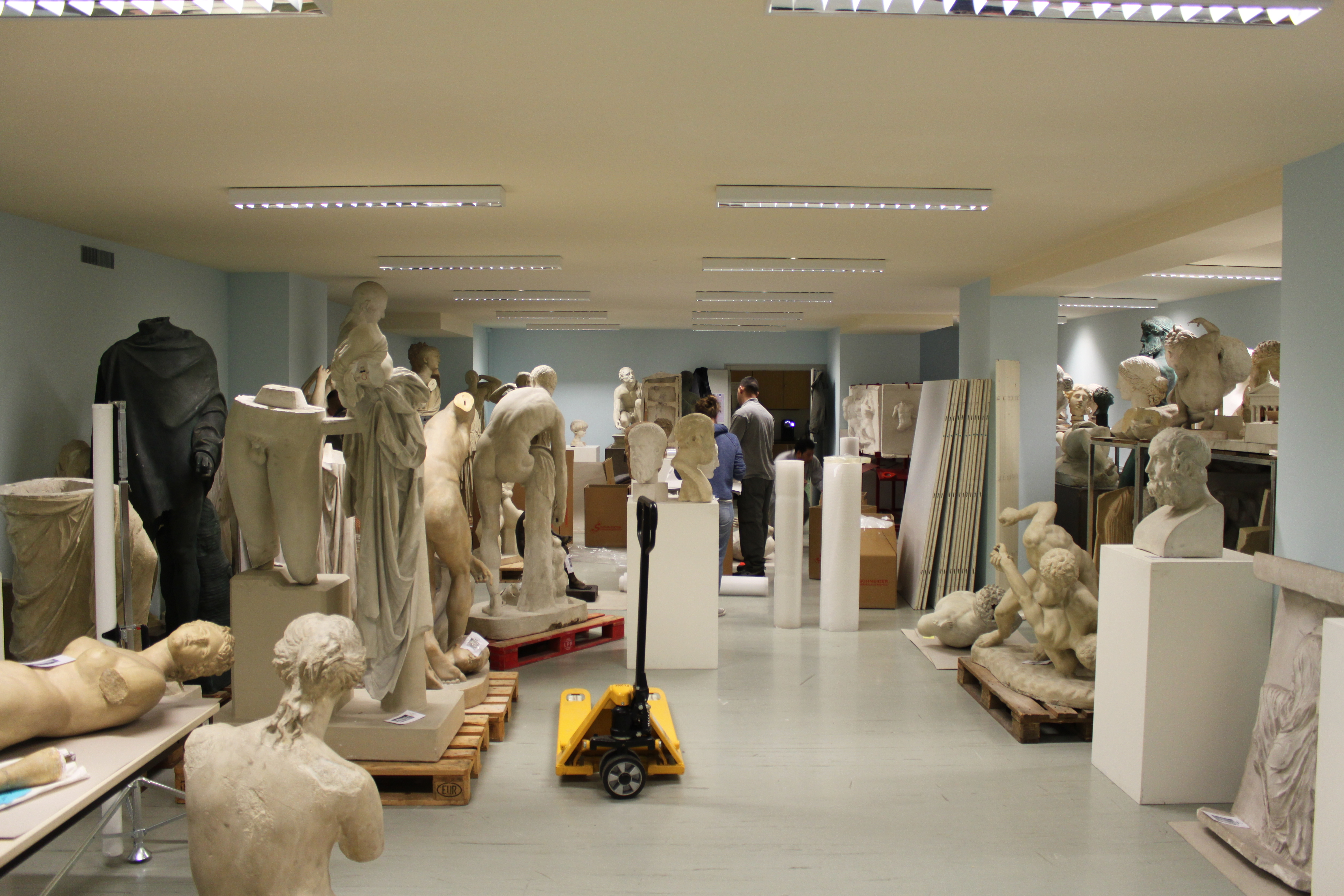
La salle des Acacias lors du déménagement.
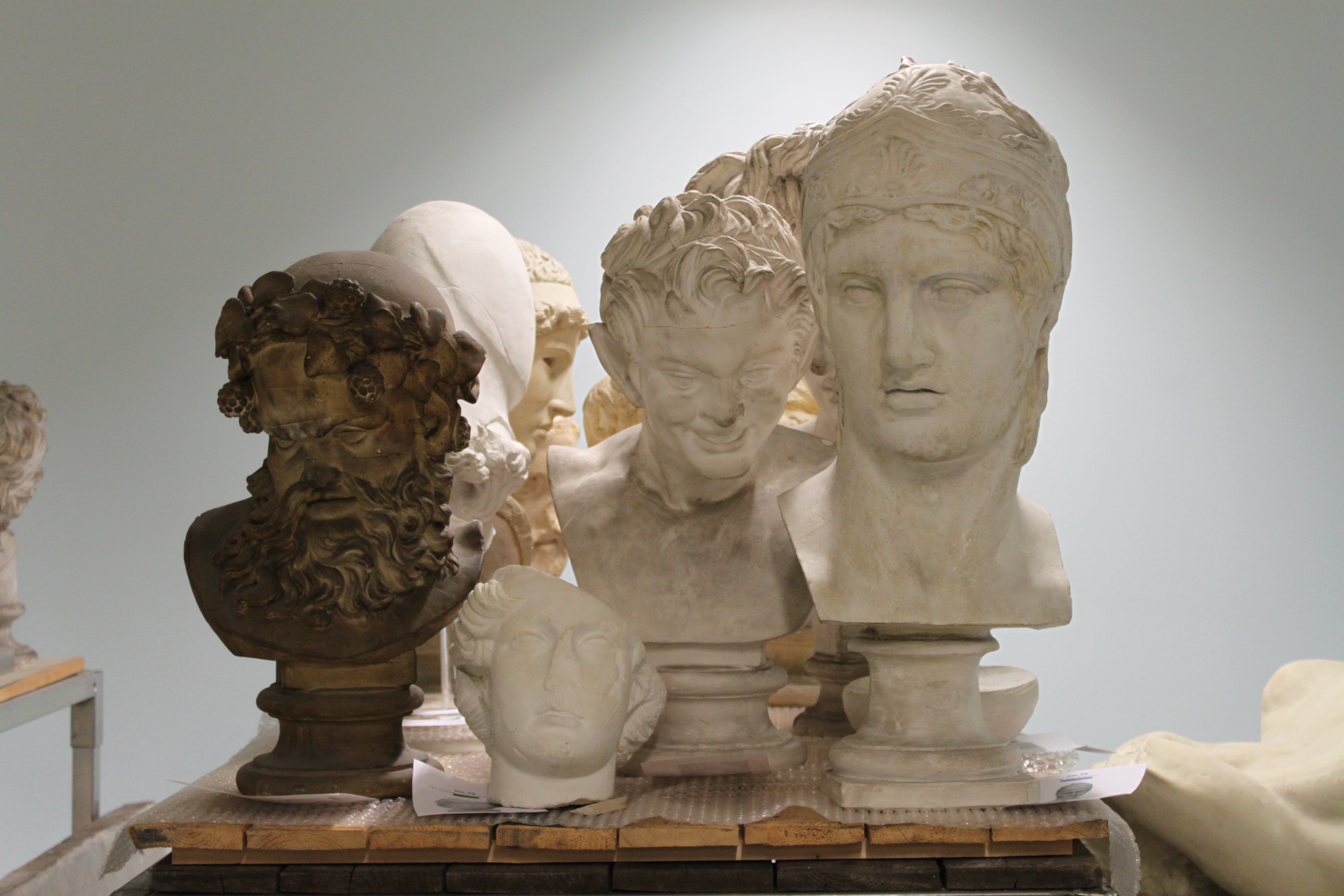
Galerie de portraits.
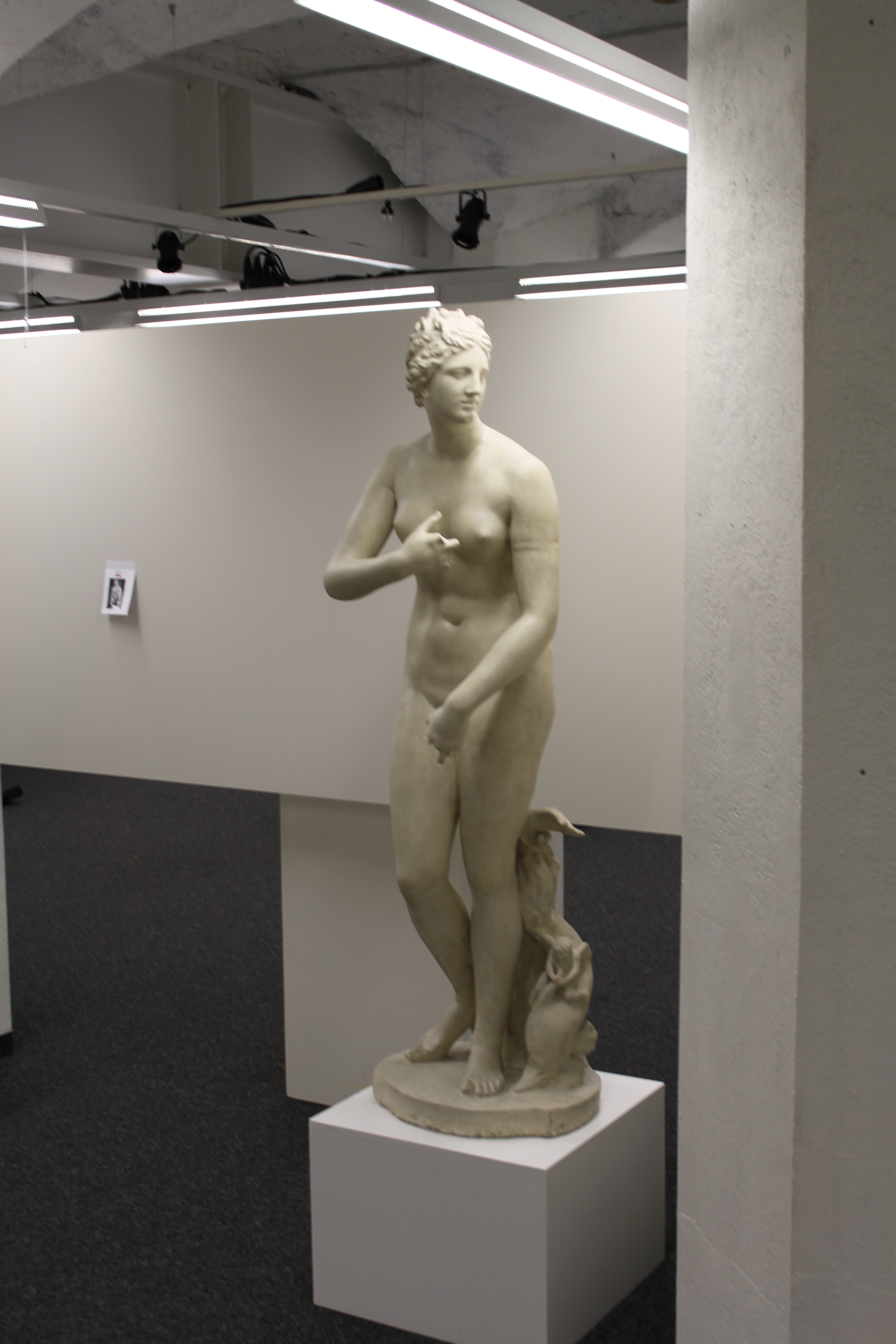
La Vénus de Médicis.
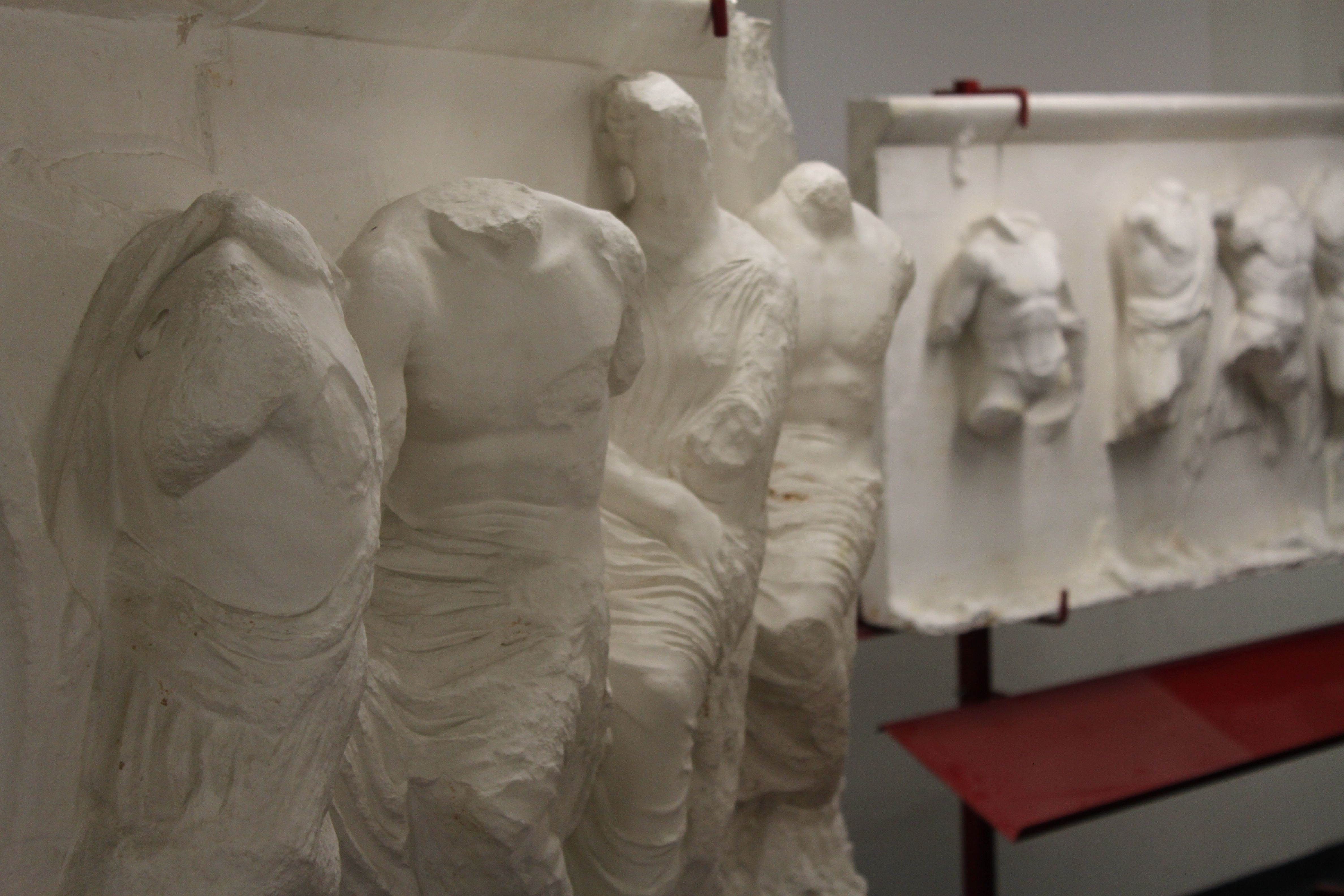
Quelques plaques des frises de l'Héphaïstéion.
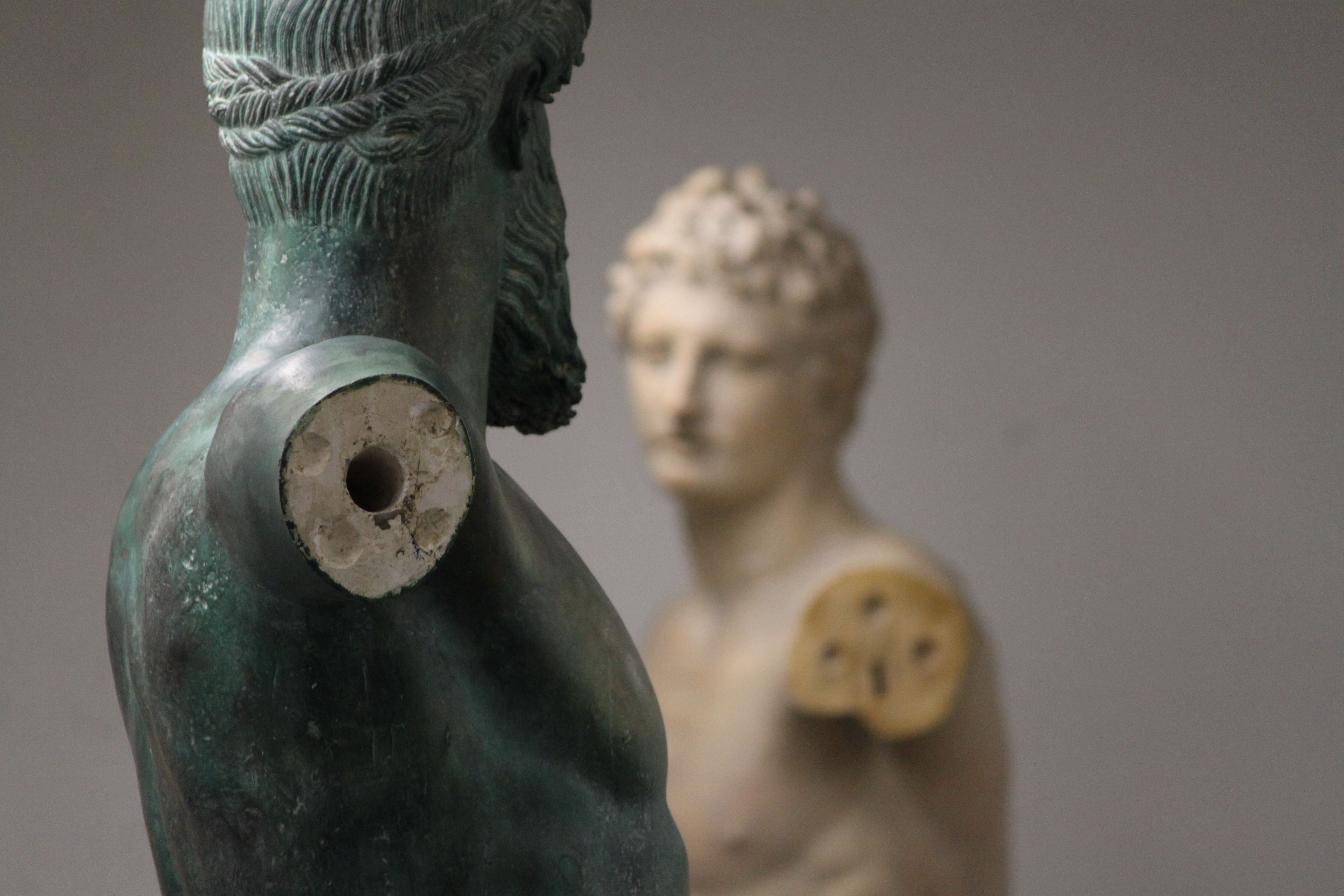
Poséidon face au tyrannoctone Aristogiton.